# عبقرية المسيحية

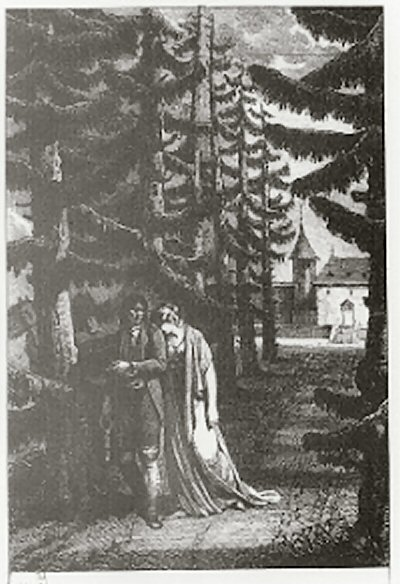

عبقرية المسيحية Génie du christianisme هو كتاب من تأليف فرانسوا-رينيه ده شاتوبريان أثناء منفاه في إنگلترة في عقد 1790 كدفاع عن الديانة المسيحية، التي كانت موضع هجوم أثناء الثورة الفرنسية. وقد نشر لأول مرة في فرنسا سنة 1802، بعد أن حصل شاتوبريان على عفو ناپليون بوناپرت للمهاجرين، الذي سمح له بالعودة في عام 1800.
لقد ظهر هذا الكتاب في خمسة مجلدات في 14 أبريل 1802 في الأسبوع نفسه الذي شهد إعلان الوفاق البابوي (الكونكوردات) وقد كتب جول ليميتر Jules Lemaitre في سنة 5681 إن كتاب عبقرية المسيحية هو أعظم إنجاز في تاريخ الأدب والفكر الفرنسيَّين(011) وقد امتدح فونتين Fontanes الكتاب في مقال بصحيفة المونيتور Moniteur مستخدماً صيغ التفضيل بشكل ينم عن احتفائه الشديد• وقد ظهرت الطبعة الثانية في سنة 3081 مصّدرة بإهداء إلى نابليون• ومنذ هذا الوقت شعر المؤلف أن نابليون هو الشخص الوحيد الذي يتفوَّق عليه (والمعنى أن المؤلف اعتز بنفسه اعتزازاً شديدا، فقد أصبح يحس أنه يلي نابليون مباشرة في الأهمية).
وكلمة genie الفرنسية التي تظهر في عنوان الكتاب لا تعني بالضبط كلمة genius الإنجليزيّة (عبرقية أو نبوغ) رغم أنها تنطوي على ذلك المعنى أيضاً• إنها تعني الشخصية المميزة والروح الخلاق الكامن في صلب الدين، تلك الشخصية وهذه الروح التي انجبت وغدَّت الحضارة الأوروبية بعد الفترة الكلاسية• لقد اقترح شاتوبريان ابطال تنوير القرن الثامن عشر أي الحركة التنويرية Enlightment المعروفة في ذلك القرن مُظهراً أن في المسيحية ما يُغني عنها ففي المسيحية - على حد قوله - فهم متعاطف أو تعاطف فاهم مع حاجات الإنسان وفيها بَلْسم لأحزانه، وفيها إلهام متعدد الجوانب للفن ودعم قوي للنظام الاجتماعي والأخلاق، وهذا يكفي أما مصداقية العقائد والمرويات الكنسية فهي مسألة قليلة الاهمية• فالسؤال الحقيقي هو: هل المسيحية تمثل دعما للحضارة الأوروبية؟ وهل هو دعم لا يُبارى ولا يُجارى ولا يعوّض ولا يمكن فصله عنها؟ - أي عن هذه الحضارة.
لقد كانت صورة التفسخ الأخلاقي والاجتماعي والسياسي في فرنسا الثورة التي طلَّقت نفسها من مسيحيتها الكاثوليكية تمثل برهاناً أقوى وأكثر منطقيّة من حُجج شاتوبريان• لكن شاتوبريان كان رجل مشاعر وأحاسيس وربما كان على حق في تأكيده أن معظم الفرنسيين هم أقرب إليه منهم إلى فولتير وغيره من المفكرين الذين عملوا بحماس على ابعاد عار هيمنة الدين المطلقة• لقد أطلق على نفسه اسم المعادي للمفكرين anti - philosophe• لقد اشتط كثيراً - أكثر من روسو بكثير في حملته ضد المنهج العقلي ووبّخ مدام دي ستيل لدفاعها عن التنوير• وعلى هذا فقد بدأ بالدعوة إلى الإحساس والشعور، وترك العقل في المحل الثاني•
لقد أعلن في البداية إيمانه بالسِّر الأساسي للعقيدة الكاثوليكية وهو التثليث: الرب باعتبار الآب الخالق، والرب باعتباره الابن المخلص أو الفادي، والرب باعتباره الروح القدس الذي يُنير الطريق ويبارك• إن المسألة ليست مصداقية هذا الأمر، فالمهم أنه دون عقيدة في وجود إله مدبِّر تُصبح الحياة معركة لا رحمة فيها وصراعاً وحشياً، وتُصبح الخطايا لا غافر لها ويُصبح الزواج رباطاً ممزقاً هشاً غير قائم على أساس وطيد، وتُصبح الشيخوخة انفصاماً كئيباً ويُصبح الموت شيئاً قبيحاً، وإن كان كرباً لا يمكن اجتنابه• أما الطقوس (الشعائر) الكنسية من تعميد (أو عماد) واعتراف وعشاء مقدس وتثبيت التعميد ومسح المحتضر بالزيت المقدس والسيامة الكهنوتية (مراسم تعيين الكهنة) - فتحيل آلامنا وانهيارنا المخزي إلى تطور روحي متقدم يتم تعميقه بإرشاد القسس والكهنة وتوجيهاتهم وبالطقوس (الشعائر) المؤثرة، وتقوّي موقف الفرد الضعيف بمفرده ليكون كثيراً بإخوانه من المؤمنين بالمسيح المحبوب المخلص وأمه العذراء الشفيعة التي بلا خطيئة، والله الحكيم الكلّي القدرة المراقب المعاقب المسامح والمجازي• بهذا الإيمان يتم خلاص الإنسان من أعظم لعنة يمكن أن تحيق به - أن يكون بلا معنى في عالم بلا معنى•
وراح شاتوبريان يُعارض الفضائل التي أوصى بها الفلاسفة الوثنيون بتلك التي دعت إليها المسيحية: فمن ناحية نجد الجَلَد (الثبات) والاعتدال (ضبط النفس) والتدبر (التعقل) - كل هذه الفضائل تتجه نحو هدف تقدم الفرد، ومن ناحية أخرى نجد الإيمان والأمل وعمل الخير وهي - أي هذه الفضائل الأخيرة تجعل الحياة نبيلة وتقوي الروابط الاجتماعية وتحيل الموت إلى حياة (من خلال فكرة البعث)• وقارن وجهة نظر الفيلسوف فيما يتعلق بالتاريخ باعتباره نضالاً وهزائم تلحق بالأفراد والجماعات بالنظرة المسيحية للتاريخ باعتباره جهدا إنسانياً للسمو فوق الخطيّة المتأصلة في طبيعته ولتحقيق آفاق أوسع• إنه لمن الأفضل أن تعتقد أن السماوات تمجد عظمة الرب من أن تعتقد أنها ركام عارض من صخور وتراب، خالدة لكن بلا معني، جميلة لكنها كيئبة• وكيف نستطيع أن نتفكّر في جمال معظم الطيور وكثير من ذوات الأربع دون شعور بأن بعض القداسة كامن في نموّها المَرِن (التدريجي) وأشكالها الفاتنة؟
وبالنسبة للأخلاق فقد بدا الأمرُ لشاتوبريان واضحاً بشكل مؤلم: إن دستورنا الأخلاقي لابد أن يباركه الرب وإلا تردّى ليكون ضد طبيعة الإنسان (الطبيعة البشرية)، فليس هناك دستور أخلاقي من وضع البشر يمكن أن تكون له القوة الكافية للسيطرة على غرائز البشر المناقضة للحياة الاجتماعية• لكن الخوف من الله هو بداية الحضارة وحب الله هو هدف الأخلاق، وأكثر من هذا فإن هذا الخوف (من الله) والحب له لابد أن ينتقل من جيل إلى جيل على أيدي الآباء والمعلمين ورجال الدين• فآباء بلا إله ومعلمون دون دعم من عقيدة دينية ورداء كهنوتي سيجدون الأنانية مستشرية وسيجدون أن الهوي والانفعال والجشع أقوى من كلماتهم غير المؤثرة• وأخيراً لا يمكن أن تكون هناك أخلاق إن لم يكن هناك عالم آخر(111) لابد أن تكون هناك حياة أخرى لتعوضنا عن محنة الفضائل في عالمنا الأرضي.
ودلّل شاتوبريان على أن الحضارة الأوروبية تكاد تكون مدينة كلية للكنيسة الكاثولويكية - بدعمها للأسرة والمدرسة، ودعوتها للفضائل المسيحية، ولمعارضتها للخرافات والخوف اللاعقلاني والممارسات الخاطئة والقضاء عليها، وإلهامها للآداب والفنون وتشجيعها• إن العصور الوسطى قد منعت بحكمة السعي غير الموجّه للوصول للحقيقة، وكان منعها هذا لصالح الجمال فقد تجلى فن العمارة في الكاتدرائيات القوطية بشكل يفوق تجليه في الباثينون Pathenon• والآداب الوثينة فيها الكثير مما هو متعة للعقل والكثير مما هو مفسد للأخلاق• والكتاب المقدس المسيحي أعظم من كتابات هوميروس، والأنبياء أكثر تأثيراً في الناس من الفلاسفة، فأي رواية يمكن مقارنتها في رقتها وتأثيرها بحياة المسيح وتعاليمه؟!
إنه لمن الواضح أن كتاباً مثل عبقرية المسيحية لا يمكن أن يكون مقبولاً إلاّ من أولئك الذين كانوا مستعدين عاطفيا للاعتقاد (للإيمان) بسبب تجاوزات الثورة الفرنسية أو بسبب مِحَن الحياة. ومن هنا قال الفيلسوف جوبير Joubert صديق شاتوبريان أنه بحث عن ملجأ في الكاثوليكية هرباً من عالم ثوري مُرعب بدرجة لا تُحتمل. وقد يبتسم بعض القراء لتفسيره الطفولي لغاية أو غرض بعض مظاهر الطبيعة عندما يقول إن شَدُو الطيور قد صُمِّم ليتمشي مع آذاننا ... فرغم قسوتنا عليها (أي على هذه الطيور) فهي لا تستطيع أن تكُف عن امتاعنا كما لو كانت مضطرة لتنفيذ أوامر إلهية. لكن هؤلاء القراء كانوا دوماً منبهرين برقة موسيقا اللفظ والأسلوب حتى أنهم لم يتوقفوا كثيراً لفهم ما ذكره عن النّعم الثلاث لشرح فكرة التثليث في العقيدة المسيحية أو الخوف المالتوسي (الذي أثاره مالتوس) من زيادة عدد السكان زيادة هائلة للدفاع عن فكرة التبتل أو البقاء بلا زواج، تلك الفكرة ذات الأبعاد الكنسية (الإكليريكية). وإذا كانت الحجج التي سافها ضعيفة في بعض الأحيان إلا أن جاذبية أسلوبه غطت على هذا الضعف. إن الطبيعة نفسها ليعتريها المرح إذا سمعت ابتهالات شاتوبريان وتدلّهه في حبها، بعد أن تكون ساخطة معبرة عن سخطها بالزلازل والبراكين والفيضانات والأعاصير المصحوبة بمطر ورعد وبرق.
والسؤال الآن: هل كان شاتوبريان حقاً مؤمناً؟ بدءاً من سنة 1081 إلى آخر حياته سمعنا أنه كفَّ عن صلاة عيد الفصح Easter فلم يعد يشترك في العشاء الرباني ولم يعد يتقدم للكاهن لأداء طقس الاعتراف - وهو الحد الأدنى الذي تطلبه الكنيسة من الأطفال• وقد ذكر سيسموندي Sismondi حوراً معه في سنة 3181:
إن شاتوبريان قد لاحظ تدهور الدين في العالم على مستوى أوروبا وآسيا، وقارن علامات التدهور هذه بتعدد الآلهة على أيام جوليان Julian... وانتهى إلى أن أمم أوروبا قد تختفي مع دياناتها• لقد صُعِقت لروحه المتحررة هذه••• لقد تحدث شاتوبريان عن الدين... أنه يعتقد أن الدين ضروري لمساندة الدولة. إنه يعتقد أنه والآخرين ملزمون أو مقيدون بالإيمان بدين أو بتعبير آخر لا فكاك من ذلك.
إننا مندهشون لكتمانه شكّه في الدين (الكاثوليكي) طوال ستين عاماً، يا له من عبء ثقيل حمله! إنه لم يتخلّص أبداً من التشاؤم الذي ألمَّ به في شبابه والذي وصفه في كتابه رينيه Rene. وفي أواخر حياته قال كان يجب ألا أُولد.

## وصلات خارجية
- Génie du christianisme full text, digitized by Google Books.